# Alopecurus setarioides
Alopecurus setarioides е вид растение от семейство Житни (Poaceae). Видът е незастрашен от изчезване.

## Разпространение
Разпространен е във Франция, Гърция, Италия и Турция.